# 夏月 (タレント)
夏月（なつき、1987年8月6日 - ）は、日本の元グラビアアイドル、元女優、元モデル、元タレント。三重県出身。グリーンメディアに所属していた。

## 来歴
- 2009年夏、渋谷でスカウトされてデビュー[1]。
- 2010年、『日テレジェニック2010』候補生21名の一人に選ばれる（敢闘賞）。
- 2010年、『ケータイヤングジャンプ 10代目ぷるるんQUEEN』に選ばれる。
- 2012年、『ミスヤングチャンピオン2012』候補生32名の一人に選ばれ、セミファイナリストとなる[2][3]。
- 2017年を最後にブログの更新が止まってるため引退状態になっている。

## 人物
- 特技：書道（八段：日本書道協会認定）、料理、陸上競技、器械体操、バク宙（学生時代習得）
- 趣味：時計コレクション、バスケットボール、お出掛け、パン作り

## 作品

### DVD
|     | タイトル   | 発売日        | メーカー                 | 品番       |
| --- | ---------- | ------------- | ------------------------ | ---------- |
| 1st | NEW MOON   | 2010年3月19日 | 竹書房                   | TSDV-41272 |
| 2nd | Sweet Life | 2010年6月24日 | イーネット・フロンティア | ENFD-5230  |

## 出演

### テレビドラマ
- まっすぐな男 第9話（2010年3月9日、関西テレビ） - 晴菜 役
- 女帝 薫子（2010年、テレビ朝日） - ホステス 役 レギュラー
- ヤマトナデシコ七変化 最終話（2010年3月19日、TBS）  - 美女 役
- ハンマーセッション! 第3話（2010年7月24日、TBS） - 水着ギャル 役
- 夏の恋は虹色に輝く 第9話（2010年9月13日、フジテレビ） - モデル 役
- Dr.伊良部一郎 第3話（2011年2月13日、テレビ朝日） - タレント 役
- 横山秀夫サスペンス 第2話「引き継ぎ」（2011年3月27日、WOWOW）  - 美女 役
- BOSS 2ndシーズン 第4話（2011年5月12日、フジテレビ） - 看護師 役
- 幸せになろうよ 第7話（2011年5月30日、フジテレビ） - 受付嬢 役
- シマシマ 第9話（2011年6月17日、TBS） - 社長秘書 役
- ジウ 警視庁特殊犯捜査係 第7話（2011年9月9日、テレビ朝日） - 中村幸恵 役
- ランナウェイ〜愛する君のために 第1話（2011年10月27日、TBS） - 女性客 役
- 私が恋愛できない理由（2011年、フジテレビ） - ホステス 役 レギュラー
- スイッチガール!! （2011年 - 2012年、フジテレビTWO） - 探偵助手 役
- ラッキーセブン  劇中「私立探偵☆真壁リュウ」 - 美女役（2012年1月 -、フジテレビ）
- ライアーゲームスピンオフ「フクナガVSヨコヤ」（2012年、日本映画専門チャンネル） - 事務員 役
- 鍵のかかった部屋 （2012年、フジテレビ） - 法律事務所秘書 役 レギュラー
- GTO 第4話（2012年7月24日、関西テレビ） - ホステス 役
- リッチマン、プアウーマン 第7話（2012年8月20日、フジテレビ） - 水着美女 役
- VISION-殺しが見える女- 第11話（2012年9月20日、読売テレビ） - 女性 役
- MONSTERS （2012年、TBS） - ホステス 役
- PRICELESS〜あるわけねぇだろ、んなもん!〜 （2012年、フジテレビ） - 受付嬢 役 レギュラー
- 匿名探偵 第8話（2012年11月30日、テレビ朝日） - 着物美女 役
- ラストホープ 第6話（2013年2月19日、フジテレビ） - 見舞い女性 役
- 潜入探偵トカゲ （2013年、TBS） - ヤナギ探偵事務所ナース 役 レギュラー
- リーガル・ハイ （2013年、フジテレビ） - 古美門法律事務所など
- 独身貴族 第11話（2013年12月19日、フジテレビ） - 劇中「8月のボレロ」出演者 役
- 失恋ショコラティエ 第4話（2014年2月3日、フジテレビ） - 藤本涼子 役
- トクボウ 警察庁特殊防犯課 第4話（2014年4月24日、読売テレビ） - 大山樹里 役
- SMOKING GUN〜決定的証拠〜 第9話（2014年6月4日、フジテレビ） - 月野ケイ 役
- 金田一少年の事件簿N（neo） 最終話（2014年9月20日、日本テレビ） - ウェイトレス 役
- 問題のあるレストラン 第2話、第3話（2015年1月22日、29日、フジテレビ） - 女性客 役
- 心がポキッとね 第5話（2015年5月6日、フジテレビ） - 花嫁モデル 役
- 婚活刑事 第5話（2015年7月30日、読売テレビ） - 恋人 役
- サイレーン 第1話（2015年10月20日、関西テレビ） - ネイルサロン店員 役
- ダメな私に恋してください 第1話（2016年1月12日、TBS） - アイドル店員 役
- スペシャリスト 第4話（2016年2月4日、テレビ朝日） - キャバクラ嬢 役
- 素敵な選TAXIスペシャル〜湯けむり連続選択肢〜（2016年4月5日、関西テレビ） - 駒谷投手のファン 役[4]
- 叡古教授の事件簿（2016年5月21日、テレビ朝日） - クラブホステス 役
- 世にも奇妙な物語 '16春の特別編「美人税」（2016年5月28日、フジテレビ） - コマーシャル、ポスター等　究極中の究極の美女、（現代の）いのちの輝きと美と慈悲と温もりとの共鳴の象徴
- 堂場瞬一サスペンス 検証捜査（2017年7月5日、テレビ東京）[5]

### バラエティ
- アイドルの穴〜日テレジェニックを探せ!〜 第1 - 4回（2010年、日本テレビ）
- みんバラ（2012年6月、TOKYO MX）

### 情報番組
- グッド!モーニング超速View!（2014年4月11日、テレビ朝日） - モデル（CH キャロリーナ ヘレラ、ケイト・スペード ニューヨーク）

### 映画
- ALWAYS 三丁目の夕日'64（2012年1月21日公開、東宝）

### インターネット
- ぷるるんサバイバル2010（ケータイヤングジャンプ）【10代目ぷるるんQUEEN】
- 週プレモバイル 仲村みうのグラドルチェック!! 第7回 夏月（週プレモバイル）
- 仲村みうグラドルチェック 夏月写真集 動画（綺麗でツンデレな夏月ちゃんハイビジョン！ラブドルネット 夏月）
- ワニブックス パジャマdeおジャマ Returns（ワニブックス）
- 香舟「女は黙って書道！」
  - 第1回！（BonClub Ustream Archives & Social Stream　第3回）
  - 第2回！（BonClub Ustream Archives & Social Stream　第7回）
  - 第3回！（BonClub Ustream Archives & Social Stream　第10回]）
- グラビアスペシャル 夏月&仁藤みさき（ケータイヤングジャンプ）【10代目＆11代目ぷるるんQUEEN】
- ビジュアル・ヤングジャンプ　ぷるるんサバイバル（ビジュアル・ヤングジャンプ]）【10代目＆11代目ぷるるんQUEEN】（2011年配信）
- のぞき穴 第12話「閉店後の水着売り場をのぞく!」（最終回）（BeeTV ・dTV）
- 夏月 仲村みうのグラドルチェック 週プレモバイル×仲村みう Kindle版 | フロームワン
- 特命係長 只野仁（2017年1月14日、AbemaTV） - 第43話（AbemaTVオリジナル第2話） にゲスト出演 レナ役[6][7]
- Love　or　Not（2017年3月 - [8]、dTV・FOD） - 第3話、第5話 にゲスト出演[9]
- お好きなように 夏月  Kindleストア | Amazon
- 遊ぼうよ   夏月  Kindleストア | Amazon

### 雑誌
- 週刊ヤングジャンプ 20号特大号 30号（2010年）
- 週刊実話（2010年）
- 問題小説 9月22日発売号（2010年） 表紙
- 週刊ヤングジャンプ 32号特大号（2011年）
- ヤングチャンピオン 11号 13号（2012年）
- 月刊カスタムバーニング2014年2月号 （2013年12月24日、造形社 ） 表紙

### 広告
- 「よみうりランド」（2010年夏ポスター）
- VACASTA（バケスタ）【バケスタ2011年、2012年、2013年、2014年モデル】
- 「もう一泊もう一度（ひとたび） 春夏秋冬 季節のリズムで旅しましょう」プレゼントキャンペーン2011！（宿泊対象期間：2011年4月1日（金）〜2012年2月29日（水）宿泊分　応募期間：2011年4月1日（金）〜2012年3月16日（金）到着分まで）
- 日本の夏を元気に、旅で笑顔に（2011年夏）
- カラなび　Color Contact Lens Navigation
- 東京ガス パンフレット パッチョ君のパートナー
- 住友生命（相葉雅紀出演TVCM「転がる未来」篇） - 看護師 役
- 三重Uターンサミット 【ここふる。】【自治体PR動画】三重Uターンサミット（つづきは三重で） - レースクイーン 役
- 三菱電機 掃除機：風神 運命のサイクロマンス - 養護教諭 黒沢凪 役

### PV
- 「春と君のシンフォニー 」「DANCE☆MAN 」（C&K）
- 「Ice cream 」（BACK-ON）テレビ朝日系バラエティー番組『今ちゃんの「実は…」』2012年5月度エンディングテーマ
- 「女神のKISS 」（PES from RIP SLYME）
- カラオケDAM グラカラ（第一興商）「流星」（コブクロ）（2011年3月13日 - 2012年3月8日）
- 正しいケロケッツの使い方講座 - KEROCKETS
- 無駄にセクシーすぎるケロケッツCM動画 - KEROCKETS

### その他
- URUOSKIN / ウルオスキン
- CR南国麻雀 [10]（奥村遊機）
- Music Lovers Live 2011（Music Lovers Live 2011 アーカイブ 2011年9月24日 - ウェイバックマシン）【auインフォマーシャル】
- Yahoo!JAPAN年賀状 （2011年12月1日 - 2012年1月16日）
- FUJIFILM　X－Night （2012年1月26日）【 Quiss（キス）、VACASTA（バケスタ）ファッションショー】
- L.DORADO（美容室エルドラード）